# الحب إن شاء الله
الحب إن شاء الله هي مجموعة جديدة من القصص الشخصية عن الحب والعلاقات للمرأة المسلمة تسردها بنفسها. المحررتان اللتان قامتا بتحرير الكتاب هما عائشة ماتو، وهي مستشارة تنمية دولية وكاتبة، ونورا مازنافي، محامية الحقوق المدنية والمؤلفة، أختيرت القصص على أساس مدى تأثيرها وعصرها للقلوب وتتمتع بالأمل و/أو الصدق. والقصص مختلفة ومساهِمة بحد ذاتها أيضاً. تتنفس كاتبة هي عائشة سعيد حياة جديدة في القصة القديمة حول الزيجات المدبَّرة.

## وصلات خارجية
موقع الكتاب